# Prosotas
Prosotas är ett släkte av fjärilar. Prosotas ingår i familjen juvelvingar.

## Bildgalleri

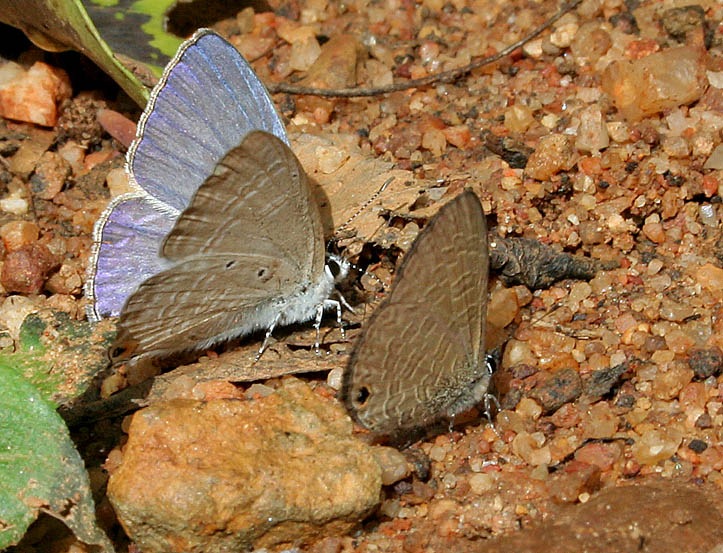

## Dottertaxa tillProsotas, i alfabetisk ordning[1]
- Prosotas aluta
- Prosotas alutina
- Prosotas ardates
- Prosotas atra
- Prosotas auletes
- Prosotas basiatrata
- Prosotas butea
- Prosotas caliginosa
- Prosotas ceramensis
- Prosotas coelestis
- Prosotas cyclops
- Prosotas datarica
- Prosotas dilata
- Prosotas donina
- Prosotas dubiosa
- Prosotas eborata
- Prosotas elioti
- Prosotas ella
- Prosotas elsa
- Prosotas felderi
- Prosotas formosana
- Prosotas fulva
- Prosotas gerydomaculata
- Prosotas gracilis
- Prosotas hampsonii
- Prosotas hybrida
- Prosotas indica
- Prosotas kodi
- Prosotas kupu
- Prosotas lessina
- Prosotas lumpura
- Prosotas lutea
- Prosotas mackayensis
- Prosotas marginata
- Prosotas meraba
- Prosotas nanda
- Prosotas nelides
- Prosotas ni
- Prosotas nora
- Prosotas noreia
- Prosotas norina
- Prosotas papuana
- Prosotas philiata
- Prosotas pia
- Prosotas roepkei
- Prosotas saturatior
- Prosotas semperi
- Prosotas sivoka
- Prosotas subardates
- Prosotas superdates
- Prosotas talesa
- Prosotas tambunanensis
- Prosotas topa